# Église Notre-Dame d'Andance
L'église Notre-Dame d'Andance est une église située en France sur la commune d'Andance, dans le département de l’Ardèche en région Auvergne-Rhône-Alpes.
Elle fait l'objet d'une inscription au titre des monuments historiques depuis le 12 avril 1927.

## Localisation
L'église est située route du Saint-Joseph, au centre d'Andance, dans le département français de l'Ardèche.

## Description
L’église est construite en roman tardif. On y accède par un escalier descendant vers la porte principale, abritée par un porche original. Ce portique est un monument en l’honneur de saint Jean-François Régis. En effet, afin de commémorer sa première mission, la confrérie du Saint-Sacrement du lieu, créée par Jean-François Régis lui-même, fit édifier ce porche de quatre colonnes où figure la statue du saint en 1859. Une curieuse porte latérale avec chapiteaux se trouve au sud. Le clocher de type "kreisker" est situé à proximité du chœur .

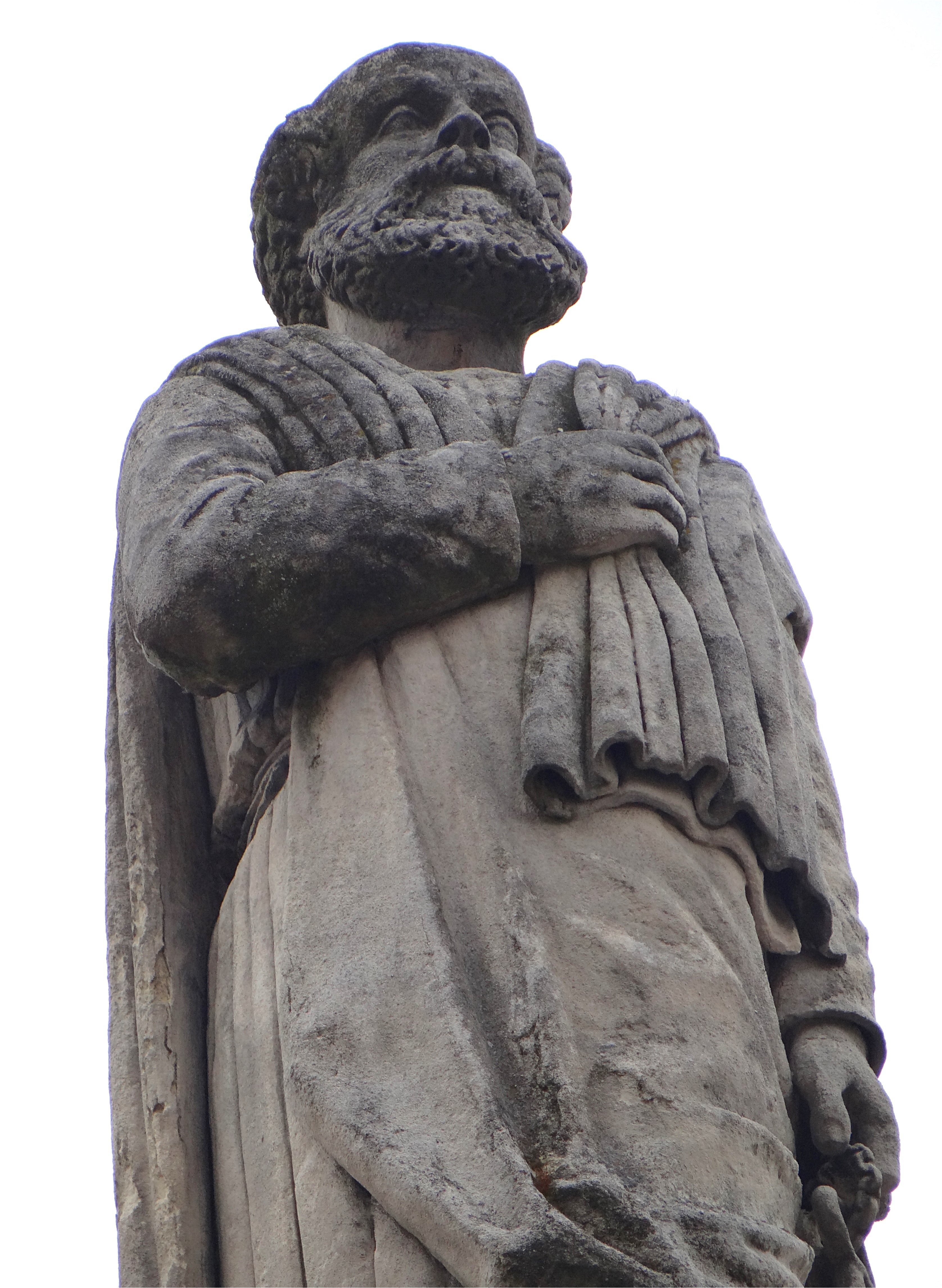
La statue de saint Pierre tenant ses clés.
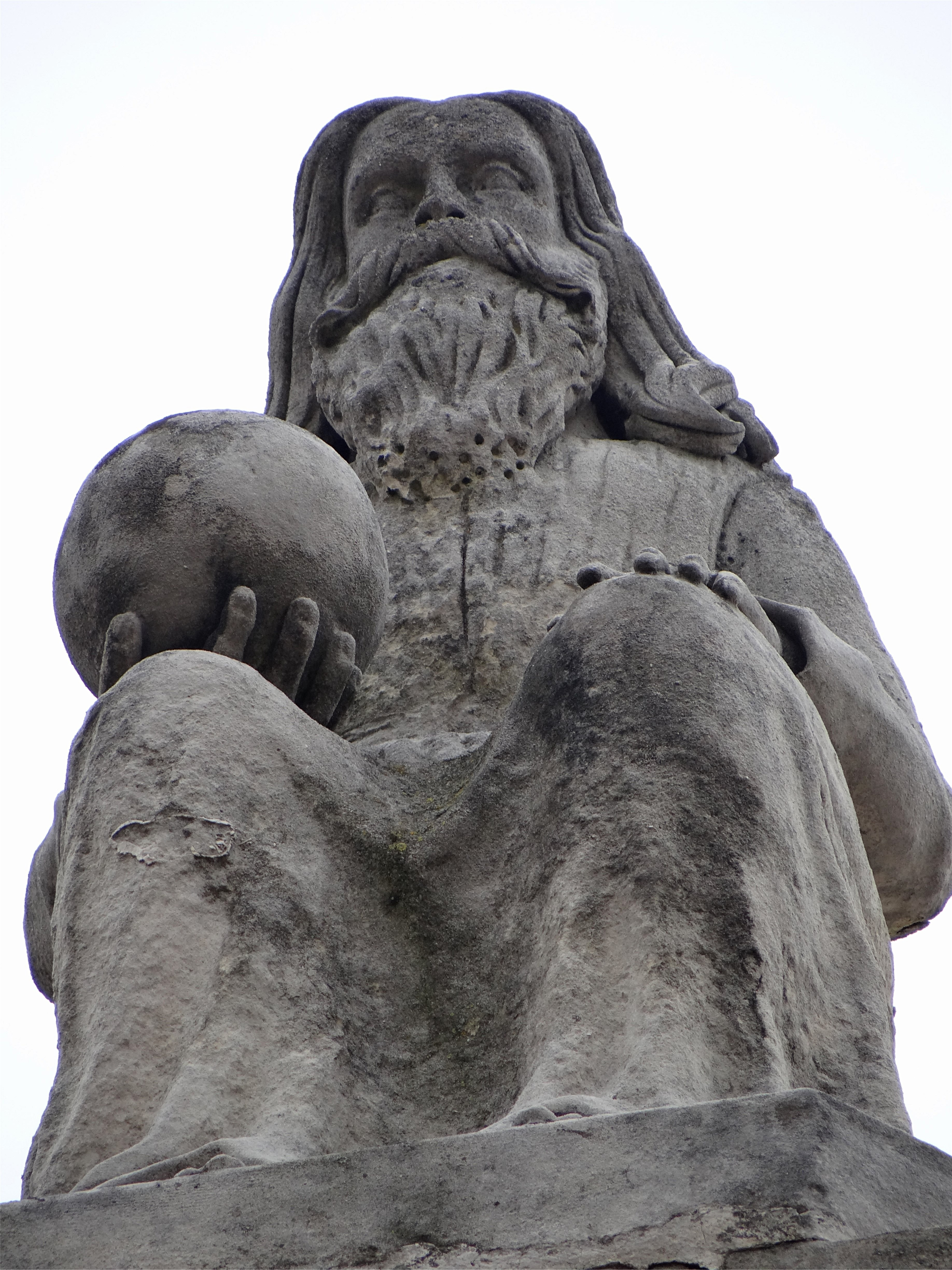
Au sommet du fronton, la statue de Dieu le Père, un globe dans sa main droite.
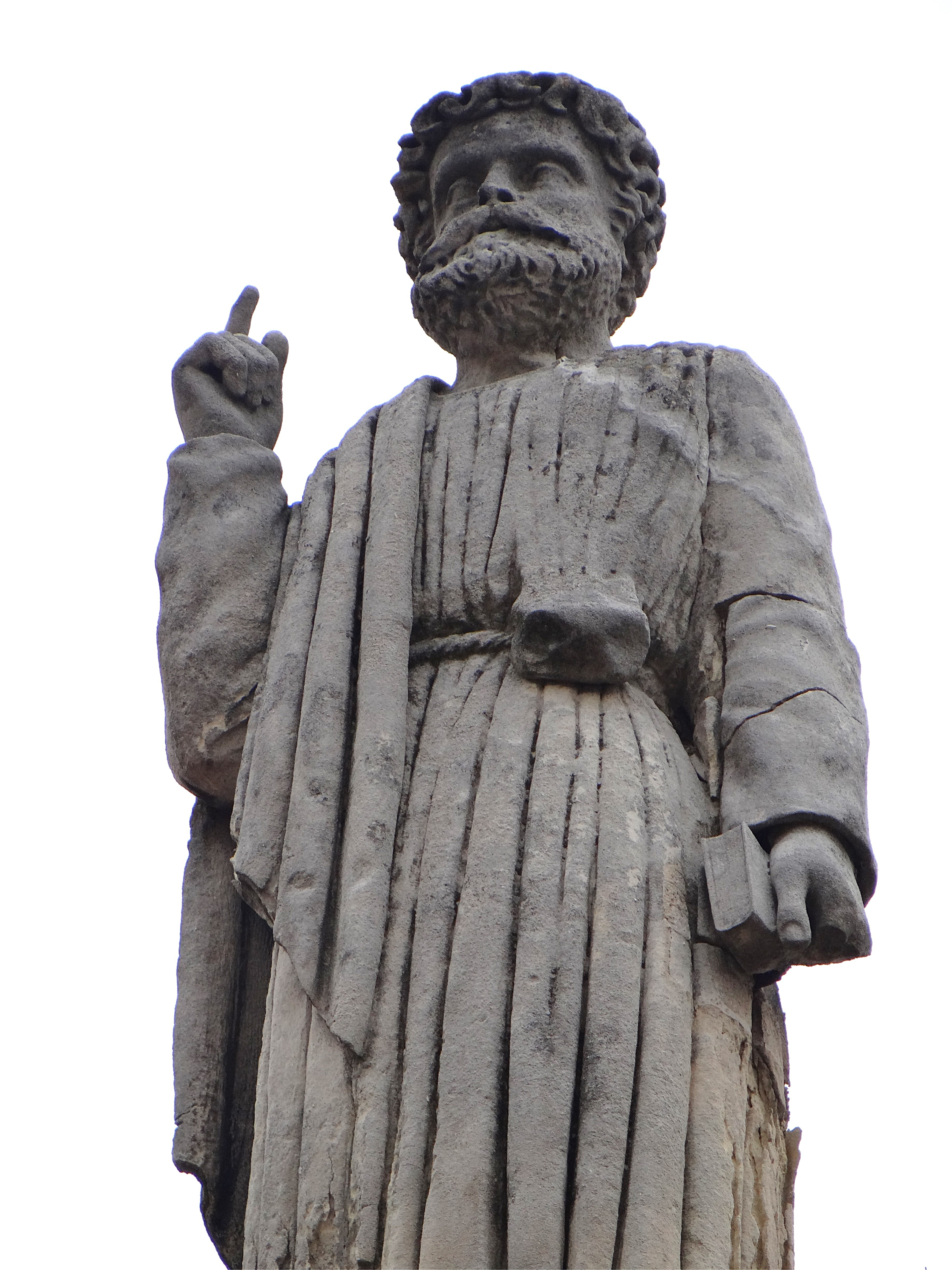
La statue de saint Luc tenant son évangile.

## Visite de l'édifice

### Généralités
L’intérieur a des lignes très pures. Le chœur a été achevé en style gothique au XIIIe siècle grâce à Bertrand de Colombier, abbé de Cluny de 1295 à 1308 et natif d’Andance. Ses armoiries figurent sur la clef de la voûte et son blason se trouve sur la porte de la sacristie. L'église a été très remaniée au cours des siècles. À l’intérieur, la croix des équipages est inscrite comme objet parmi les monuments historiques.

### Le sanctuaire
Plusieurs éléments aux fonctions liturgiques précises prennent place dans le chœur : 
- le siège de présidence ne pouvant être qu’occupé par le prêtre célébrant qui agit au nom du Christ pour les catholiques.
- la Croix du Christ.
- l’ambon : le lieu d’où est proclamée pendant les célébrations la parole de Dieu pour les chrétiens : Ancien et Nouveau Testaments. L’homélie, un commentaire de ces textes, y est également prononcée.
- l’autel, table de l’eucharistie, point central de l’église. Ici, les chrétiens font mémoire du dernier repas du Christ avec ses disciples et accueillent le don de sa présence en sa vie, sa mort et sa résurrection.
- la Présence : le pain consacré à la messe, élément extrêmement sacré, devenu Corps du Christ pour les catholiques. Signalée par une lumière invitant à la dévotion et à l’adoration, elle est placée dans le tabernacle. D’une manière générale, un tabernacle est la réserve où l’on garde le pain consacré à la messe, destiné à être porté à ceux qui ne peuvent participer aux célébrations, en particulier les malades ou les personnes âgées.

## Historique
Dès le XIIe siècle, Andance, petite ville fortifiée, voit s'établir un prieuré dépendant de l’abbaye de la Chaise-Dieu. Plusieurs paroisses gravitent autour : Andance, bien entendu, Saint-Désirat, Saint-Etienne-de-Valoux, Talencieux et Thorrenc. Guillaume de Garde en est le prieur en 1295, Regnault de Choin dit Blot l'est en 1478.
En 1536, ce prieuré est détaché de l'abbaye pour être rattaché au Collège de Tournon nouvellement créé par le cardinal François de Tournon, abbé en commende de la Chaise-Dieu. En 1561, ce collège et toutes les paroisses attachées sont prises en charge par les pères de la Société de Jésus (jésuites). Ce sera ainsi jusqu'à la dissolution de cet ordre à la fin du XVIIIe siècle.
Pendant les guerres de Religion, Andance est attaquée et pilée par des troupes protestantes en 1568. L’église et le prieuré sont incendiés. Les voûtes sont démolies, les autels sont abattus et les cloches brisées. En 1573, l’église sera inutilisable et le prieuré inhabitable. Prise par les catholiques quelques années après, les protestants s’en emparent le 13 février 1575. Les catholiques, furieux, reviennent le 9 mars suivant, châtient les agresseurs et livrent le bourg au pillage.
L’église se relève de ses ruines : une nouvelle voûte est construite au-dessous des chapiteaux de l’ancienne et en 1624, les jésuites du Collège de Tournon  envoient deux religieux pour aider le curé de la paroisse. Le plus jeune qui est alors encore élève en philosophie, se nomme Jean-François Régis. Andance est donc le lieu de sa première mission.
À l'issue de la Révolution, l'église est desservie par des prêtres diocésains comme le père Caillet (1814-1882), curé de 1850 à 1878 et historien. Un autre desservant, le père Chirossel, nommé curé en 1956 était aussi chef de chœur. Ancien vicaire de l'église Saint-François d'Annonay, il y avait fondé une manécanterie : "Les Petits Clercs de Saint-François" (1937-1956).
Entretemps l'édifice a été inscrit au titre des monuments historiques le 12 avril 1927.
À la fin du XXe siècle la desserte a été prise en charge par les chanoines réguliers de saint Augustin, en résidence dans le bourg voisin de Champagne. Durant leurs ministères, l'église a été profondément restaurée.
La paroisse s’est fondue dans celle de Sainte-Croix du Rhône au début du XXIe siècle.